# Chrysocraspeda phrureta
Chrysocraspeda phrureta là một loài bướm đêm trong họ Geometridae.